# Jurčičeva pot
Jurčičeva pot je pohodniška pešpot, poimenovana po pisatelju Josipu Jurčiču, ki poteka v dveh odsekih: od Višnje Gore do Muljave in od Muljave do reke Krke. Dolga je 15 km, povprečen pohodnik pa jo prehodi v treh urah. Leta 1994, ob 150. obletnici pisateljevega rojstva, jo je trasiralo planinsko društvo Viharnik, njen skrbnik pa je Planinsko društvo Polž Višnja Gora. Organiziran pohod po njej je na prvo soboto v marcu, kar simbolizira pistaljevo rojstvo 4. marca 1844. 

## Potek poti

### 1. etapa z referenčnimi točkami
1. Železniška postaja Višnja Gora (žigosanje dnevnika)
2. Stari grad nad Višnjo Goro (520 mnm)
3. Pristava pri Višnji Gori (550 mnm)
4. Zavrtače
5. Hotel na Polževem in gotska cerkev sv. Duha (630 mnm)
6. Male Vrhe (517 mnm)
7. razvaline gradu Roje
8. kmetija Kaščar (blizu razvalin gradu Kravjek, nekoč Weineck)
  1. ali: pot mimo ribnika Laškovec
9. cerkev z grobom viteza Foedransberga (enega lastnikov gradu Kravjek)
10. Oslica
11. Jurčičeva domačija na Muljavi (cilj)

### 2. etapa (šolska pot) z referenčnimi točkami – od leta 1998
1. Muljava
2. Potok
3. Lovska koča
4. Znojile
5. Trebnja Gorica
6. Krška jama (izvir reke Krke)
7. Gradiček
8. Krka (4 km nazaj do Muljave)

## Razlaga poti
Pot se prične v Višnji Gori, kjer je Josip Jurčič obiskoval osnovno šolo, nadaljuje pa po poteh, ki jih je vsakodnevno prehodil od domače vasi Muljava do šole. Nekateri kraji se pojavijo tudi v njegovih delih, kot na primer grad Roje v delu Grad Rojinje, najbolj poznani pa sta Višnja Gora iz Kozlovske sodbe v Višnji Gori in Muljava iz Desetega brata. Na Muljavi je možen tudi ogled Jurčičeve rojstne hiše. Leta 1998 pa je bila dodana šolska pot od Muljave do Krke, kjer je pisatelj obiskoval osnovno šolo med letoma 1851 in 1855. Zaradi neuspeha ga je oče leta 1855 prepisal v osnovno šolo Višnja Gora. Obiskovalci poti pa se srečajo tudi z znamenitostmi tamkajšnjih vasi, med drugim z izvirom Krke. 